# 1991 у футболі
Нижче наведені футбольні події 1991 року у всьому світі.

## Засновані клуби
- Нордшелланд (Данія)
- Сконто (Латвія)
- Ф91 Дюделанж (Люксембург)

## Національні чемпіони
- Англія: Арсенал (Лондон)
- Аргентина
  - 1990–1991: Ньюелз Олд Бойз
  - Апертура 1991: Рівер Плейт
- Бразилія: Сан-Паулу
- Італія: Сампдорія
- Іспанія: Барселона
- Нідерланди: ПСВ
- Парагвай: Соль де Америка
- Португалія: Бенфіка
- СРСР: ЦСКА (Москва)
- ФРН: Кайзерслаутерн
- Франція: Олімпік (Марсель)